# Walford (Iowa)
Walford è un comune degli Stati Uniti d'America, situato nello Stato dell'Iowa, diviso tra la contea di Benton e la contea di Linn.